# Dyscritobaeus abnormis
Dyscritobaeus abnormis är en stekelart som först beskrevs av Alan Parkhurst Dodd 1913.  Dyscritobaeus abnormis ingår i släktet Dyscritobaeus och familjen Scelionidae. Inga underarter finns listade i Catalogue of Life.